# Osiedle Ptasie (Katowice)
Osiedle Ptasie – osiedle mieszkaniowe w Katowicach, położone na obszarze dzielnicy Brynów część wschodnia-Osiedle Zgrzebnioka, na wschód od ulicy T. Kościuszki i na północ od ulicy św. Huberta. Od północy osiedle to sąsiaduje z osiedlem A. Zgrzebnioka.
Osiedle to składa się głównie z domów jednorodzinnych. Znaczna część osiedla powstała w latach 60. XX wieku jako Osiedle Brynów B, lecz utrwaliła się natomiast zwyczajowa nazwa osiedla – Ptasie, od nazw ulic w rejonie których powstało to osiedle (w tym ulic: Drozdów, Kukułek, Szpaków czy Słowików).
W 1960 roku podłożono kamień węgielny pod budowę szkoły na osiedlu Ptasim. Uroczyste otwarcie obecnej Szkoły podstawowej nr 65 im. Gustawa Morcinka nastąpiło 1 września 1964 roku. Placówka ta mieści się przy ulicy Kukułek 2a. Ponadto, na osiedlu znajdują się dwie inne placówki oświatowo-wychowawcze: Arteterapeutyczna Akademia Przedszkolaka Bajkowa Chatka (ul. Sikorek 9) i Anglojęzyczne Przedszkole Montessori Oxford Pre School (ul. Przepiórek 9).
Na osiedlu tym swoją placówkę ma przychodnia specjalistyczna (ul. Drozdów 26), stomatolog (ul. Drozdów 24) i weterynarz (ul. Kanarków 7). Mieści się tu też m.in. sklep sieci Społem Katowice (ul. Drozdów 24a). Wierni rzymskokatoliccy z osiedla Ptasiego przynależą do parafii św. Michała Archanioła.